# Listă de conducători de stat din 518
514 - 515 - 516 - 517 - 518 - 519 - 520 - 521 - 522
Aceasta este o listă a conducătorilor de stat din anul 518:

## Europa
- Anglia, statul anglo-saxon Kent: Octa (rege, 502?-?) (?)
- Anglia, statul anglo-saxon Sussex: Cissa (rege, cca. 514-?) (?)
- Bizanț: Anastasiu I (împărat din dinastia Leoniană, 491-518) și Justin I (împărat din dinastia Justiniană, 518-527)
- Burgunzii: Sigismund (conducător, 516-523)
- Francii cu sediul la Metz/Reims (Austrasia): Theuderich I (rege din Dinastia_Merovingiană, 511-534)
- Francii cu sediul la Orléans (Burgundia): Chlodomer (Clodomir) (rege din Dinastia_Merovingiană, 511-524)
- Francii cu sediul la Paris: Childebert I (rege din dinastia Merovingiană, 511-558; ulterior, rege în Burgundia, 524-558)
- Francii cu sediul la Soissons (Neustria): Chlothar I (rege din dinastia Merovingiană, 511-561; ulterior, rege în Austrasia, 555-561; ulterior, rege în Burgundia, 558-561; ulterior, rege la Paris, 558-561)
- Gruzia: Vakhtang I Gorgasal (suveran, 447-522)
- Longobarzii: Wacho (rege din dinastia Lethingilor, 510-539)
- Ostrogoții: Theodoric cel Mare (rege, 474-526)
- Scoția, statul picților: Drust al III-lea (rege. cca. 510-cca. 530)
- Scoția, statul celt Dalriada: Comgall (rege, 506?-538?)
- Statul papal: Hormisdas (papă, 514-523)
- Suevii: Remismund al II-lea sau Hermenric al II-lea sau Rechila al II-lea (rege) (?)
- Vandalii: Thrasamund (rege, 496-523)
- Vizigoții: Amalaric (rege, 510-531)

## Africa
- Bizanț: Anastasiu I (împărat din dinastia Leoniană, 491-518) și Justin I (împărat din dinastia Justiniană, 518-527)
- Vandalii: Thrasamund (rege, 496-523)

## Asia

### Orientul Apropiat
- Bizanț: Anastasiu I (împărat din dinastia Leoniană, 491-518) și Justin I (împărat din dinastia Justiniană, 518-527)
- Persia: Kawadh I (suveran din dinastia Sasanizilor, 488-531)

### Orientul Îndepărtat
- Cambodgia, statul Fu Nan: Rudravarman (Liute-bamo) (rege din a doua dinastie, cca. 514-545/550)
- Cambodgia, statul Tjampa: Devararman (rege din a treia dinastie a tjampilor, după 510-526/527)
- Cambodgia, statul Chenla: Șrutavarman (rege, cca. 500-cca. 545)
- China: Xiao Yan (împărat din dinastia Liang, 502-549)
- China: Xiaoming Di (împărat din dinastia Wei de nord, 516-528)
- Coreea, statul Koguryo: Munja (Naon) (rege din dinastia Ko, 491-519)
- Coreea, statul Paekje: Muryong (rege din dinastia Ko, 501-523)
- Coreea, statul Silla: Pophung (Wonjong) (rege, 514-540)
- India, statul Magadha: Narasimha Gupta (495-?) (?)
- India, statul Pallava: Kumaravișnu al II-lea (rege din prima dinastie, cca. 500-cca. 520)
- Japonia: Keitai (împărat, 507-531)
- Sri Lanka: Kumara-Dhatusena (rege din dinastia Moriya, 512-520)